# Kyselina difenylfosfinová
Kyselina difenylfosfinová (též difenylfosfanoxid, sumární vzorec C12H11OP), je organická sloučenina fosforu, difenylderivát kyseliny fosfinové. Jedná se o bílou pevnou látku rozpustnou v polárních organických rozpouštědlech. Tato látka se využívá v Buchwaldově-Hartwigově aminaci k zavedení difenylfosfanového substituentu. Podobně jako kyselina fosfonová se vyskytuje v rovnováze s menšinovým tautomerem (zde jde o hydroxydifenylfosfan (C6H5)2POH).
Organické deriváty kyseliny fosfinové se deoxygenují diisobutylhydridem hlinitým. Vzniklé sekundární fosfany jsou prekurzory fosfanových ligandů.